# Mosquée Tzistarakis
La mosquée Tzistarakis (en grec moderne : Τζαμί Τζισταράκη / Tzamí Tzistaráki, « mosquée du disdar ») est un édifice ottoman du milieu du XVIIIe siècle situé sur l'actuelle place Monastiráki, à Athènes, en Grèce. Désaffectée au culte en 1821, la mosquée constitue depuis 1918 l'un des espaces d'exposition du musée de la culture grecque moderne.

## Histoire

### Une construction entachée de malédiction
Construite en 1759, la mosquée fut commanditée par le gouverneur (voïvode) d'Athènes, Moustafa Agha Tzistarakis, dont la résidence était sise dans la continuité sud, sur les ruines de la bibliothèque d'Hadrien.
En raison de son emplacement au cœur du bazar quotidien et de la fontaine qui lui faisait face, le monument prit les noms populaires de « mosquée du marché inférieur » (Τζαμί του Κάτω Παζαριού) et « mosquée de la fontaine d'en bas » (Τζαμί του Κάτω Σιντριβανιού).
Selon la tradition, Tzistarakis fit utiliser l'une des colonnes de l'Olympiéion ou de la bibliothèque d'Hadrien pour fabriquer la chaux nécessaire à la construction de la mosquée, ce qui provoqua un vif émoi parmi les habitants,. En vertu du firman (édit impérial) punissant le pillage et la destruction des monuments antiques, Tzistarakis fut démis de ses fonctions. L'épidémie de peste qui frappa Athènes l'année suivante fut interprétée par la population locale comme une conséquence de l'acte déraisonné de Tzistarakis.

### Des usages successifs à l'utilisation pérenne comme musée
La mosquée fut désaffectée au culte en 1821, aux premiers temps de la Révolution grecque. Entre 1822 et 1826, l'édifice accueillit les séances de la communauté des Grecs d'Athènes. Une fois l'indépendance acquise, le bâtiment fut utilisé comme salle pour les musiciens de l’armée en 1834 et un bal en l'honneur du roi Othon Ier fut organisé en mars de la même année. Par la suite, l'édifice servit de prison et d'entrepôt.
En 1915, d'importants travaux de restauration furent conduits sous l'égide d'Anastásios Orlándos. L'édifice rouvrit au public trois ans plus tard en abritant le musée de l'artisanat grec. Il garda cette fonction jusqu'en 1958, à l'exception de la fermeture et du déménagement des collections au musée national archéologique durant la Seconde Guerre mondiale. Après moins d'un an de travaux, le bâtiment retrouva ses fonctions de musée de l'art populaire grec jusqu'en 1973. En 1966, des aménagements provisoires furent réalisés afin de fournir un lieu de prière au roi déchu d'Arabie saoudite, Saoud ben Abdelaziz, qui séjourna à plusieurs reprises dans l'agglomération athénienne jusqu'à sa mort en 1969.
À partir de 1973, une partie importante des œuvres fut transférée au no 17 de la rue Kydathinéon ; la mosquée devint dès lors une annexe abritant principalement les collections de céramique. À la suite du séisme de 1981, de lourds travaux de remise en état conduisirent à la fermeture du musée de 1982 à 1991.
L'édifice est à nouveau fermé depuis avril 2015 dans le cadre d'une réorganisation muséographique. La réouverture au public de la mosquée, intégrée au nouveau musée de la culture grecque moderne, est prévue de manière progressive à partir de mai 2021.

## Architecture
Le mosquée Tzistarakis comporte deux niveaux, la partie inférieure accueillant des magasins. À l'étage, la salle de prière carrée est surmontée d'une grande coupole qui repose sur un tambour octogonal sur trompes percé de huit fenêtres. La voûte présente un ensemble de huit nervures radiales convergeant vers une rosace octogonale en stuc. L'intérieur est presque entièrement enduit, à l'exception de quelques zones du tambour révélant un décor polychrome à motifs floraux. À l'est, le mihrab à muqarnas s'inscrit dans un panneau rectangulaire richement coloré, comportant dans sa partie supérieure des inscriptions et des motifs décoratifs typiques de l'art islamique.
À l'extérieur, un porche à quatre colonnes et trois dômes abrite la porte d'entrée, encadrée de marbre, qui comprend notamment l'inscription dédicatoire du monument. Les arcs, légèrement en ogive, présentent étrangement des dimensions irrégulières. De chaque côté de l'entrée, une niche à muqarnas sépare les deux fenêtres du porche. L'accès à ce dernier et à la salle de prière s'effectue par un escalier au sud-ouest, qui se trouvait non loin du minaret démoli entre 1839 et 1843. Si le dôme était à l'origine recouvert de plomb, la toiture actuelle est composée de tuiles.

## Galerie

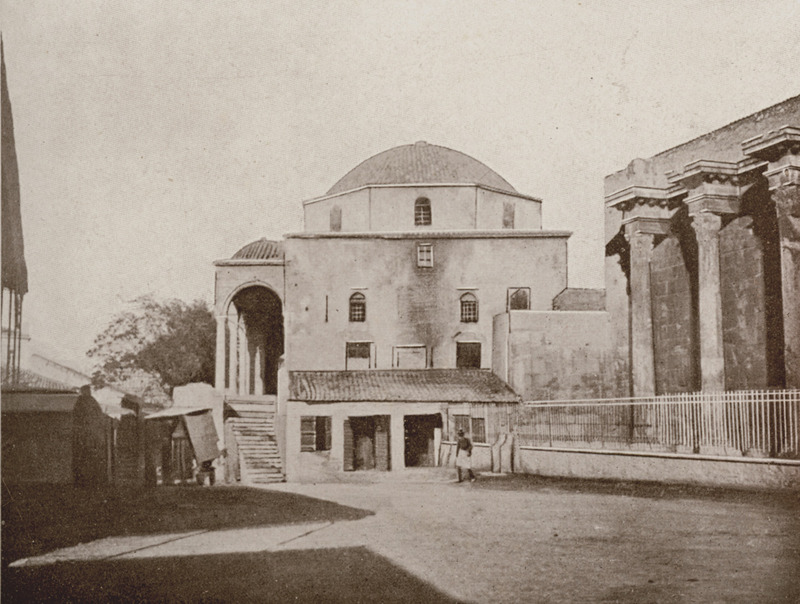
Photographie d'Alfred van der Brule en 1907. Vue de la mosquée depuis le sud.
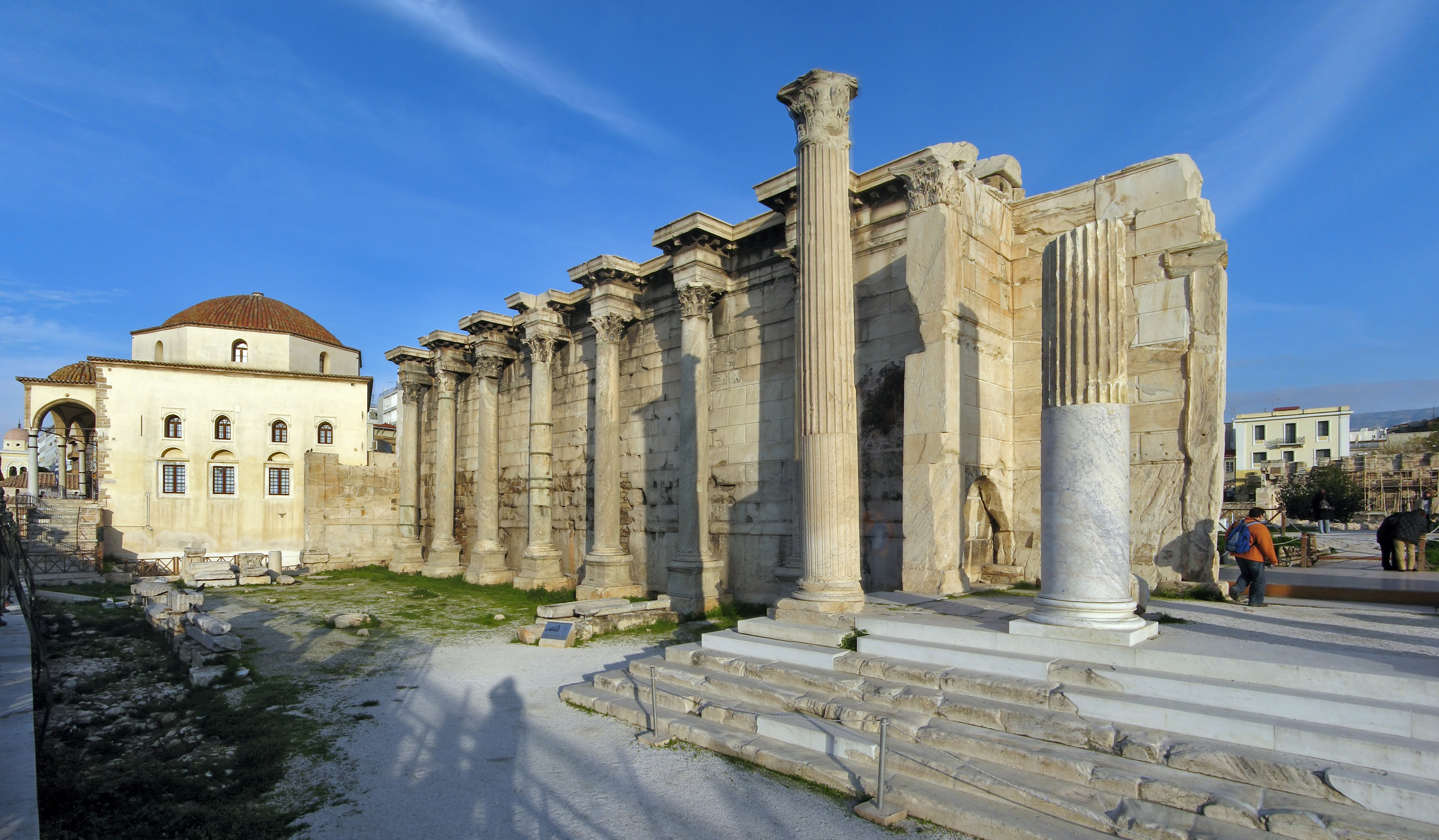
La bibliothèque d'Hadrien et la mosquée en arrière-plan.
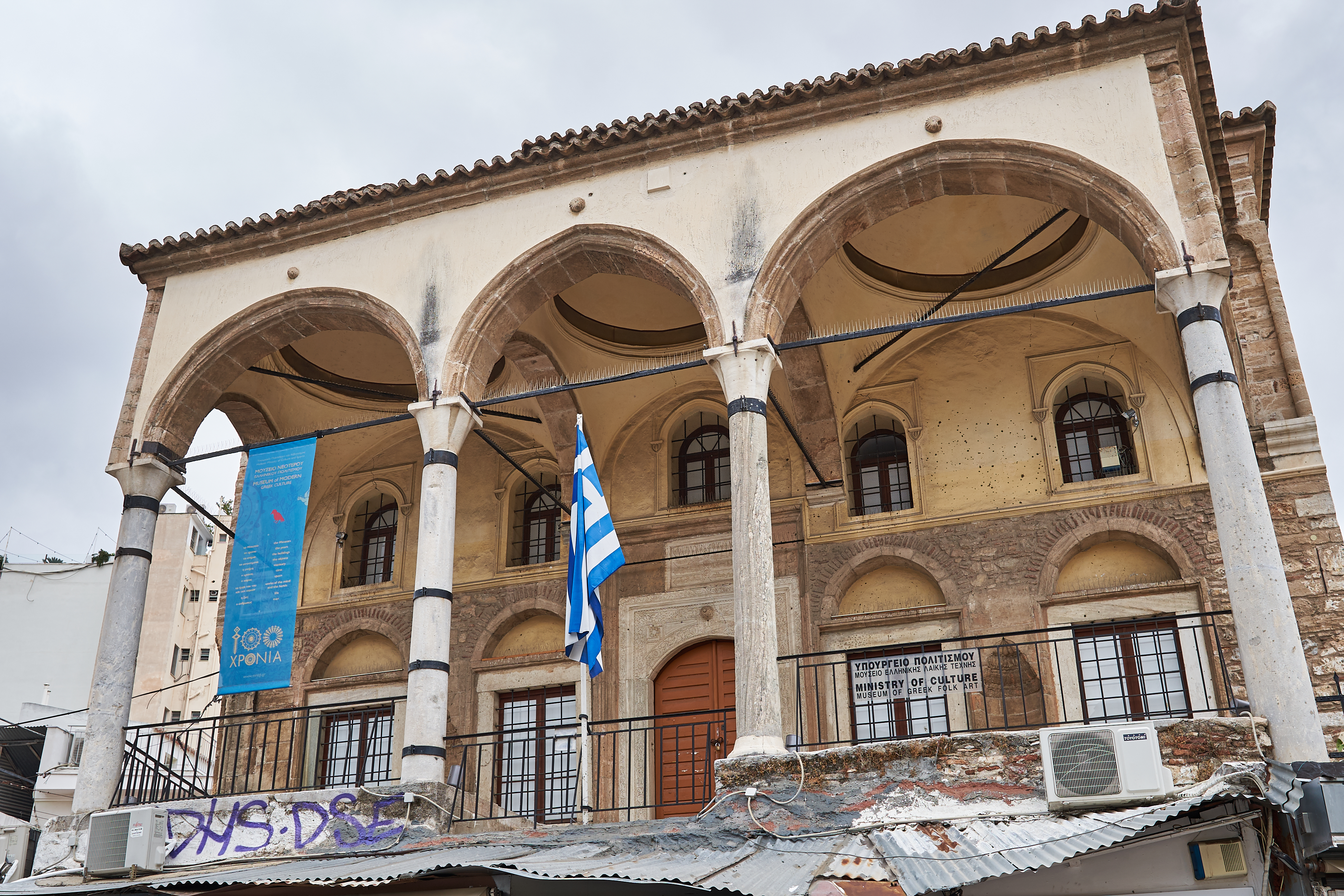
La façade principale de la mosquée et son porche asymétrique.
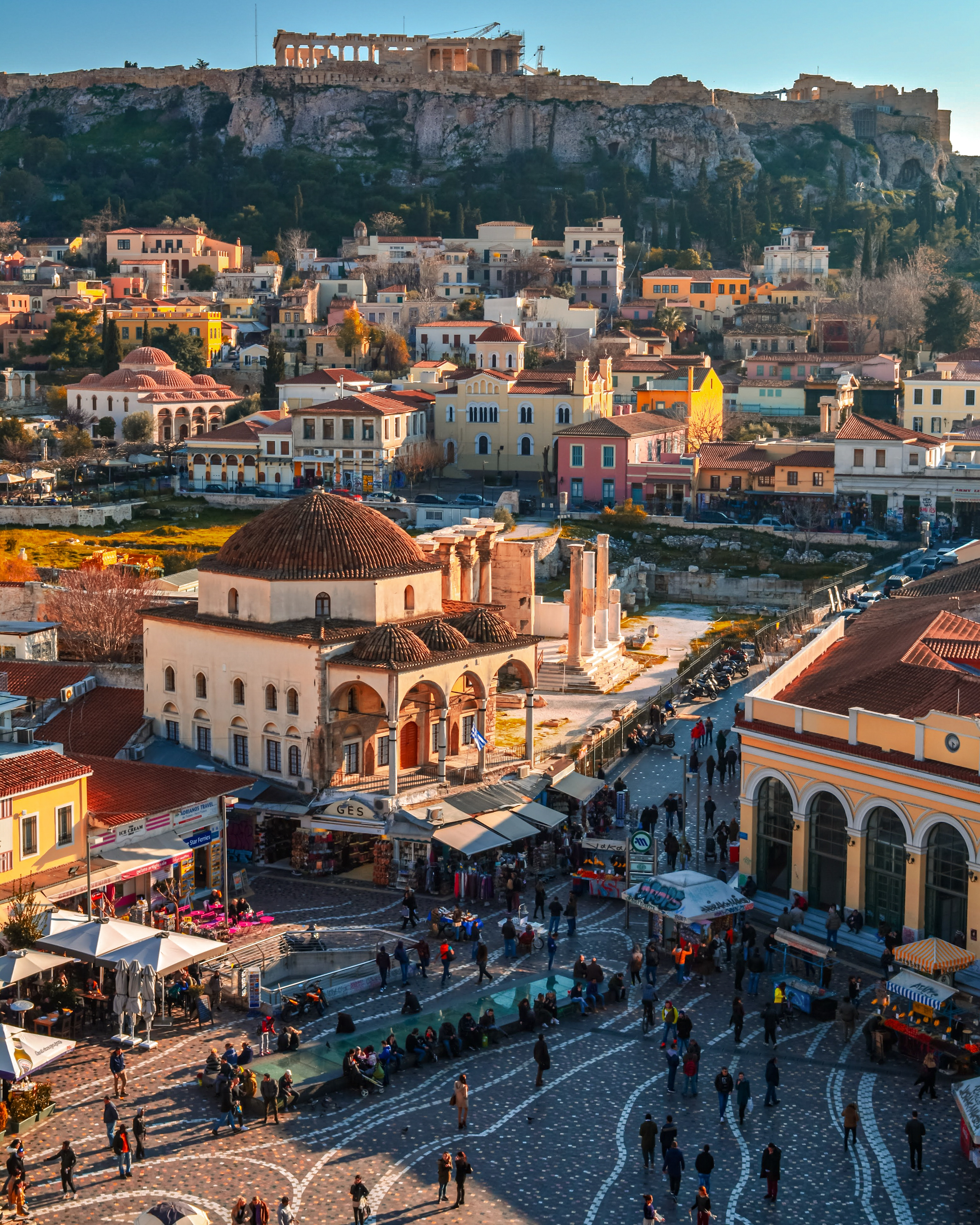
Mosquée Tzistarakis, mosquée Fethiye (arrière gauche) et acropole.
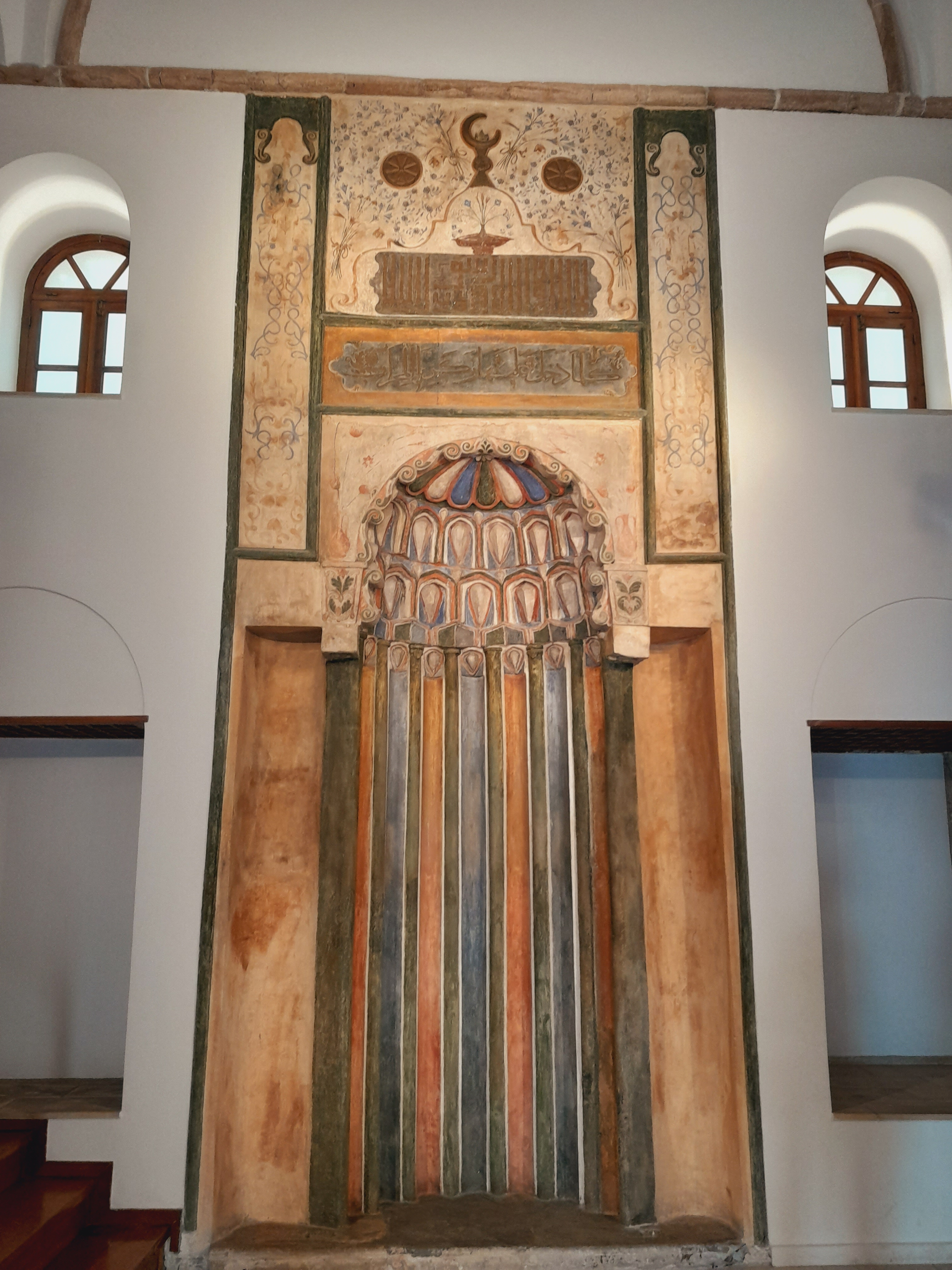
Le mihrab à muqarnas.